# 坂本ハヤト
坂本 ハヤト（さかもと ハヤト、本名：坂本 勇人）は、日本の漫画家。大阪府出身。血液型はA型。在住地は東京23区内。
世界各国で発表されるトランスフォーマーのコミカライズを中心に描いている。かつてはショタコン系の18禁漫画を中心に描いていた。

## 主な活動

### 漫画作品
- 「月刊マガジンZ」で第5回永井豪新人大賞に佳作受賞、『ミラクルぱんつ超作戦』が2002年5月号、『ミラクルぱんつ超作戦 〜癒しのパンツ〜』が同年10月号に掲載。この時の絵は同人誌や18禁漫画と違い、少年・青年誌風に頭身がのびている。
- あわぶく♥はぴらんど - 2007年末より『handyコミック』にて連載した携帯専用コミック。同じく頭身は高い。
- KRE-O(クレオ) トランスフォーマー WEBコミック - 第1話から第10話まで[1]。
- トランスフォーマー レジェンズ WEBコミック
- マジンガーZ 対 トランスフォーマー ISBN 978-4864914208
- Timeless - ウィル・マンジャンと合作で原画を担当[2]。

### 単行本
- 世界でたった一人の弟（松文館 2006年4月） - 初単行本。収録作品のほとんどは『少年愛の美学』が掲載初出。

### 同人誌
- 異常発育猫少年シリーズ（笠守通名義）

## 師匠
- みなもと太郎 - 『風雲児たち』にも坂本の手によるカットが見受けられる。また、みなもとがコミックマーケットに参加するにあたっては、坂本が教える立場になっていた。